# Фрідріх Вайц
Фрідріх Вайц (нім. Friedrich Weitz; 18 квітня 1920, Ессен — 2 травня 1944, Норвезьке море) — німецький офіцер-підводник, оберлейтенант-цур-зее крігсмаріне.

## Біографія
1 жовтня 1938 року вступив на флот. З березня 1941 року служив на легкому крейсері «Лейпциг». З 1 липня 1941 по січень 1942 року пройшов курс підводника. З 19 лютого 1942 року — 1-й вахтовий офіцер на підводному човні U-610. В травні-липні 1943 року пройшов курс командира човна. З 26 липня 1943 року — командир U-959, на якому здійснив 2 походи (разом 32 дні в морі). 2 травня 1944 року U-959 був потоплений в Норвезькому морі південно-східніше острова Ян-Маєн (69°20′ пн. ш. 00°20′ зх. д.) глибинними бомбами бомбардувальника «Свордфіш» з британського ескортного авіаносця «Фенсер». Всі 53 члени екіпажу загинули.

## Звання
- Кандидат в офіцери (1 жовтня 1938)
- Морський кадет (1 липня 1939)
- Фенріх-цур-зее (1 грудня 1939)
- Оберфенріх-цур-зее (1 серпня 1940)
- Лейтенант-цур-зее (1 квітня 1941)
- Оберлейтенант-цур-зее (1 квітня 1943)

## Нагороди
- Залізний хрест 2-го і 1-го класу
- Нагрудний знак підводника